# Antony McDonald
Antony McDonald (Weston-super-Mare, 11 settembre 1950) è uno scenografo e regista britannico.
Presso la Nationale Reisopera di Enschede ha curato come regista e sceneggiatore l'allestimento della teatralogia de L'anello dei Nibelunghi di Richard Wagner, della Manon di Massenet e del King Priam di Tippett. Tra gli altri allestimenti curati, la Rusalka di Dvořák e La dama di picche di Čajkovskij al Grange Park di Northington, la Maria Stuarda di Donizetti all'Opera North di Leeds, l'Aida di Verdi presso la Scottish Opera e L'Enfant et les sortilèges di Ravel al Teatro Bol'šoj di Mosca.